# 嫩江省
嫩江省，簡稱嫩，為中華民國在東北地區北部的一個省，是国民政府所设東北九省之一，名义上的省会为齐齐哈尔市，省政府实际上设于沈阳市。
因国共内战，大部分地区从未被国民党政权统治，而属于中共解放区。1948年解放軍入瀋後，省政府机构自然溃散。

## 名稱由來
由於嫩江貫穿本省全境，故名。

## 地理
全省面積為77,326平方公里。東面接合江省，南鄰松江省、吉林省和遼北省，西界興安省，北連黑龍江省。
以平原為主體，除了西邊接近大興安嶺是丘陵地外，全境都屬东北平原的一部分。呼蘭河和嫩江是主要河流，全境屬松花江的流域範圍。屬大陸性氣候，年雨量約在400公釐左右。西部靠大興安嶺地區則是草原氣候。

## 經濟
- 境內多為黑土區，土壤肥沃，宜農宜牧。其中呼蘭河一帶，不僅土壤肥沃，再加上氣候比較濕潤，所以農業發達，是東北地區的重要穀倉，也是該省的精華區，農產品以小麥、玉米、大豆、小米及高粱等，此外還有出產甜菜，可供製糖。
- 西部嫩江河流域地廣人稀，草原上散布著不少鹽池。

## 交通
國民政府時期的嫩江省相對東北其他省區而言，交通相對便利。

### 鐵路
- 中國長春鐵路由西北往東南斜貫本省區。
- 洮北鐵路縱貫西部。
- 濱北鐵路縱貫東部。

### 公路
- 以齊齊哈爾和呼蘭為中心對外放射。

### 水運
- 嫩江自齊齊哈爾以下，呼蘭河自呼蘭以下均可行船，進入松花江，但冬季河面結冰，則無法行駛。

## 歷史沿革
嫩江省自古即是蒙古族、滿族等民族居住之地。清代齊齊哈爾為黑龍江將軍駐守之地，1907年（清光緒三十三年），設黑龍江省，齊齊哈爾為省會。1932年九一八事變爆發後，日軍入侵，黑龙江省成為了新成立的滿洲國領土，改設龍江省。
1945年中國抗日戰爭勝利後，為免和原來的黑龍江省混淆，國民政府改稱「龍江省」為「嫩江省」，並於9月4日在重慶宣布任命彭濟群為嫩江省主席，主持在齊齊哈爾市組建嫩江省政府。與此同時，彭濟群在重慶成立嫩江省政府籌備處，開始策劃接收工作。彭濟群是留法水利专家，曾任中法大学教授，1930年3月曾任辽宁省建设厅厅长、葫芦岛港务处处长；1936年任国民政府华北水利委员会委员长。而中共在蘇聯的協助下，率先進入東北。11月9日，东北局派刘锡五、于毅夫、朱新阳、王光伟等十五名干部到达齐齐哈尔市。11月9日，中共嫩江地区工委在齐齐哈尔市成立，刘锡五任书记。11月14日，嫩江省政府在齐齐哈尔市宣告成立，于毅夫任主席，财政厅长刘靖。嫩江人民自卫军司令部改称东北人民自治军嫩江军区，王明贵任司令员，刘锡五兼政委。11月下旬，成立中共齐齐哈尔市委和齐齐哈尔市政府，朱光任书记，朱新阳任市长。11月27日，蘇聯通知中共地方黨、軍領導機關和武裝力量撤出齊齊哈爾，準備將城市移交給國民政府接管。
1945年12月30日，中共嫩江省工委、省政府、嫩江军区、齐齐哈尔市等党、政、军机关、部队撤离齐齐哈尔市，转移至甘南县城。
1946年1月1日中共嫩江地区工委改为中共嫩江省工委，隶属东北局北满分局领导。
1946年1月21日，嫩江省主席彭濟群及其所率全體接收委員保安隊等由哈爾濱出發，抵達齐齐哈尔。1月24日正式成立省政府，並開始接管省政，由梁中权任民政厅厅长，苍宝忠任教育厅厅长，彭濟群兼任建设厅长，宁向南任财政厅长。
隨著蘇聯軍隊撤離東北，國軍和共軍在東北地區展開了激烈爭奪。4月22日蘇聯軍隊撤出齊齊哈爾。4月23日嫩江省政府頃刻瓦解。彭濟群率領部分省府人員逃奔瀋陽，建立嫩江省政府辦事處。共產黨將領黃克誠命令新四軍第3師一個團，在4月24日攻下齊齊哈爾。
1946年5月14日，中共嫩江省工委由中共北满分局划归中共西满分局领导。1946年6月30日至7月7日，嫩江省临时参议会在齐齐哈尔市召开，选举了嫩江省行政委员会，于毅夫、王明贵等十一人为行政委员，于毅夫当选为省政府主席兼省高等法院院长，车向忱、张瑞麟当选为省临时参议会正、副议长。倪志亮接任嫩江军区司令员。1946年7月，中共嫩江省工委改为中共嫩江省委。省委书记刘锡五兼嫩江军区政委，副书记邵式平兼嫩江军区副政委。
1946年12月，为适应战争环境的需要，中共西满分局决定撤销中共嫩江省委，成立中共嫩江、三肇（哈西）两个地委，由西满分局直接领导。
1947年2月2日，东北行政委员会常委会决定合并黑龙江省、嫩江省为黑龙江嫩江联合省，简称黑嫩省，任命于毅夫为黑嫩省政府主席、杨英杰为副主席。省府设在齐齐哈尔市，同时撤销中共黑龙江省委。西满分局和黑嫩省政府下辖五个地委、五个专署、一个市委与市政府。
1947年9月16日，黑嫩联合省撤销，恢复嫩江省与黑龙江省，并将原属黑龙江省的安达县划归嫩江省。同时，嫩江、三肇两地委（即二、四地委）合并成立中共嫩江省委，省委书记刘锡五（1948年10月20日由顾卓新接任），于毅夫任嫩江省政府主席。
1948年年底遼瀋會戰後，大部分地區為中共所控。11月2日解放軍正式進入瀋陽，中華民國嫩江省政府機構徹底瓦解。
1949年4月21日，东北行政委员会决定，撤销嫩江省，并入黑龙江省。1949年5月15日，两省机构正式合并。

## 行政區劃

### 省會
民國三十六年（1947年）6月，國民政府公布東北九省的行政區域，嫩江省省會為齊齊哈爾市。

### 縣、市、設治局
民國三十六年（1947年）6月，國民政府公布東北九省的行政區域，全省轄有1市、18縣、2旗，由於省境較小，不設行政督察區。由於本省因抗戰結束後，全境已被中共東北民主聯軍控制，故國民政府公佈的行政區劃並未得到執行。
| 嫩江省           | 嫩江省 | 嫩江省                           | 嫩江省                                                   | 嫩江省 |
| 所屬督察區及盟部 | 代碼   | 縣市局                           | 駐地(2023年4月)                                          | 沿革 |
| ---------------- | ------ | -------------------------------- | -------------------------------------------------------- | --- |
| 省直轄地區       | 33001  | 齊齊哈爾市 Cicigar               | 今黑龍江省齊齊哈爾市城區                                 | 嫩江省省會。滿洲國時期析龍江縣城區及其附近置齊齊哈爾市，屬龍江省。抗戰結束後保留，民國三十六年（1947年）6月核准設置。               |
| 省直轄地區       | 33002  | 龍江縣                           | 今黑龍江省齊齊哈爾市城區                                 | 滿洲國時期屬龍江省。 |
| 省直轄地區       | 33003  | 景星縣                           | 今黑龍江省龍江縣西南景星鎮                               | 滿洲國時期屬龍江省。 |
| 省直轄地區       | 33004  | 泰來縣                           | 泰來鎮（今黑龍江省泰來縣駐地泰來鎮）                     | 滿洲國時期屬龍江省。 |
| 省直轄地區       | 33005  | 林甸縣                           | 大林家甸（今黑龍江省林甸縣駐地林甸鎮）                   | 滿洲國時期屬龍江省。 |
| 省直轄地區       | 33006  | 安達縣                           | 安達站（今黑龍江省安達市駐地安達鎮）                     | 滿洲國時期屬濱江省。 |
| 省直轄地區       | 33007  | 青岡縣                           | 柞樹崗（今黑龍江省青岡縣駐地青岡鎮）                     | 滿洲國時期屬濱江省。 |
| 省直轄地區       | 33008  | 蘭西縣                           | 雙廟子（今黑龍江省蘭西縣駐地蘭西鎮）                     | 滿洲國時期屬濱江省。 |
| 省直轄地區       | 33009  | 肇東縣                           | 昌五城（今黑龍江省肇東市西昌五鎮）                       | 滿洲國時期屬濱江省。 |
| 省直轄地區       | 33010  | 肇州縣                           | 今黑龍江省肇州縣駐地肇州鎮                               | 滿洲國時期屬濱江省。 |
| 省直轄地區       | 33011  | 大賚縣                           | 綽爾城（今吉林省大安市駐地大賚鄉）                       | 滿洲國時期屬龍江省。 |
| 省直轄地區       | 33012  | 呼蘭縣                           | 今黑龍江省呼蘭縣駐地呼蘭鎮                               | 滿洲國時期屬濱江省。 |
| 省直轄地區       | 33013  | 巴彥縣                           | 巴彥蘇蘇（今黑龍江省巴彥縣駐地巴彥鎮）                   | 滿洲國時期屬濱江省。 |
| 省直轄地區       | 33014  | 木蘭縣                           | 五站（今黑龍江省木蘭縣駐地木蘭鎮）                       | 滿洲國時期屬濱江省。 |
| 省直轄地區       | 33015  | 甘南縣                           | 甘井子（今黑龍江省甘南縣駐地甘南鎮）                     | 舊稱甘南設治局，滿洲國時期實施縣制，屬龍江省。抗戰結束後恢復原設治局建制。民國36年（1947年）6月核准實施縣制。                       |
| 省直轄地區       | 33016  | 富裕縣                           | 大來克屯（今黑龍江省富裕縣駐地富裕鎮）                   | 舊稱富裕設治局，滿洲國時期實施縣制，屬龍江省。抗戰結束後恢復原設治局建制。民國36年（1947年）6月核准實施縣制。                       |
| 省直轄地區       | 33017  | 東興縣                           | 東興鎮（今黑龍江省木蘭縣北東興鎮）                       | 舊稱東興設治局，滿洲國時期實施縣制，屬濱江省。抗戰結束後恢復原設治局建制。民國36年（1947年）6月核准實施縣制。                       |
| 省直轄地區       | 33018  | 泰康縣                           | 泰康鎮（今黑龍江省杜爾伯特蒙古族自治縣駐地泰康鎮）       | 舊稱泰康設治局，滿洲國時期實施縣制，屬龍江省。後廢縣併入杜爾伯特旗。抗戰結束後恢復原設治局建制。民國36年（1947年）6月核准實施縣制。 |
| 省直轄地區       | 33019  | 肇源縣                           | 肇州古城（今黑龍江省肇源縣駐地肇源鎮）                   | 民國36年（1947年）6月核准析郭爾羅斯後旗轄地置縣。                                                                                   |
| 哲里木盟 Jirim   | 33101  | 郭爾羅斯後旗 Gorlos qoitu qosiγu | 肇州古城（今黑龍江省肇源縣駐地肇源鎮）                   | 滿洲國時期屬濱江省。 |
| 哲里木盟 Jirim   | 33102  | 杜爾伯特旗 Dorbod                | 巴彥查干（今黑龍江省杜爾伯特蒙古族自治縣西南巴彥查干鄉） | 滿洲國時期屬龍江省。 |
| 哲里木盟 Jirim   | 33103  | 札賚特旗 Jalaid                  | 音德爾（今內蒙古自治區扎賚特旗駐地音德爾鎮）             | 滿洲國時期屬興安總省興中地區。 |

## 行政區劃年表
| 嫩江省行政區劃年表                                                        |          |    |    |    |      | |
| 說明：「?」表示不能確定其發生年份或月份，故放於最有可能的一年內，詳見注釋 |          |    |    |    |      | |
| 西元                                                                      | 民國紀元 | 縣 | 市 | 局 | 其他 | 行政區劃變更 |
| 1947年                                                                    | 民國36年 | 18 | 1  |    |      | - 黑龍江省龍江縣來隸（6月） - 黑龍江省景星縣來隸（6月） - 黑龍江省泰來縣來隸（6月） - 黑龍江省林甸縣來隸（6月） - 黑龍江省安達縣來隸（6月） - 黑龍江省青岡縣來隸（6月） - 黑龍江省蘭西縣來隸（6月） - 黑龍江省肇東縣來隸（6月） - 黑龍江省肇州縣來隸（6月） - 黑龍江省大賚縣來隸（6月） - 黑龍江省呼蘭縣來隸（6月） - 黑龍江省巴彥縣來隸（6月） - 黑龍江省木蘭縣來隸（6月） - 黑龍江省甘南設治局來隸（6月） - 改甘南設治局為甘南縣（6月） - 黑龍江省富裕設治局來隸（6月） - 改富裕設治局為富裕縣（6月） - 黑龍江省東興設治局來隸（6月） - 改東興設治局為東興縣（6月） - 黑龍江省泰康設治局來隸（6月） - 改泰康設治局為泰康縣（6月） - 析郭爾羅斯後旗置肇源縣（6月） - 析龍江縣置齊齊哈爾市（6月） |
| 1948年                                                                    | 民國37年 | 18 | 1  |    |      | |
| 1949年                                                                    | 民國38年 | 18 | 1  |    |      | |

## 政府
嫩江省政府主席
| 任次 | 姓名   | 肖像 | 籍貫                         | 在任時間                    | 備註 |
| ---- | ------ | ---- | ---------------------------- | --------------------------- | --- |
| 1    | 彭濟群 |      | 鎮守盛京等處將軍奉天府铁岭县 | 1945年9月4日－1948年11月2日 | 1945年9月就任。1948年辽沈战役國軍失利。同年10月，在瀋陽市企圖搭飛機逃亡，由於人數過多而登機失敗。1992年12月25日在北京市逝世。 |

嫩江省政府委員
- 黃恒浩
- 梁中權
- 寧向南
- 劉博崑
- 趙憲文
- 蒼寶忠